# 科克斯角
75°20′S 63°8′W / 75.333°S 63.133°W
科克斯角（英語：Cape Cox）是南極洲的海岬，位於帕爾默地的多德森半島東北端，處於龍尼-菲爾希納冰架西側，美國地質調查局根據測量和該國海軍的空中照片繪入地圖，現時由南極條約體系管理。